# Waterschap Noord-Beveland
Het  Waterschap Noord-Beveland was een fusiewaterschap in de Nederlandse provincie Zeeland opgericht per 1 januari 1959. Het zetelde in Kortgene en omvatte het gehele eiland Noord-Beveland. Het was verdeeld in drie districten:
- District 1 bestond uit de: Anna-Frisopolder, Camperlandpolder, Heer-Janszpolder, Jacobapolder, Kampensnieuwlandpolder, Mariapolder, Onrustpolder, Rippolder, Soelekerkepolder en de Spieringpolder
- District 2 bestond uit de: Adriaanpolder, Frederikspolder, Geersdijkpolder, Jonkvrouw Annapolder, Oostpolder, Oud-Kortgenepolder, Stadspolder, Thoornpolder, Vlietepolder, Westpolder, Willempolder, Willem-Adriaanpolder en de Wissekerkepolder
- District 3 bestond uit de: Katspolder, Leendert Abrahampolder, Nieuw-Noord-Bevelandpolder en de Oud-Noord-Bevelandpolder

Het waterschap telde 58,5 km aan primaire waterkering, waarvan 1,4 km dijk met voorgelegen duinen aan de Noordzee, 27,8 km dijk met nollen aan de Oosterschelde, 6,9 km inlaagdijken en 22,4 km dijk langs het Veerse Meer.
Per 1 januari 1980 werd het Waterschap Noord-Beveland opgenomen in het Waterschap Noord- en Zuid-Beveland.

## Geschiedenis

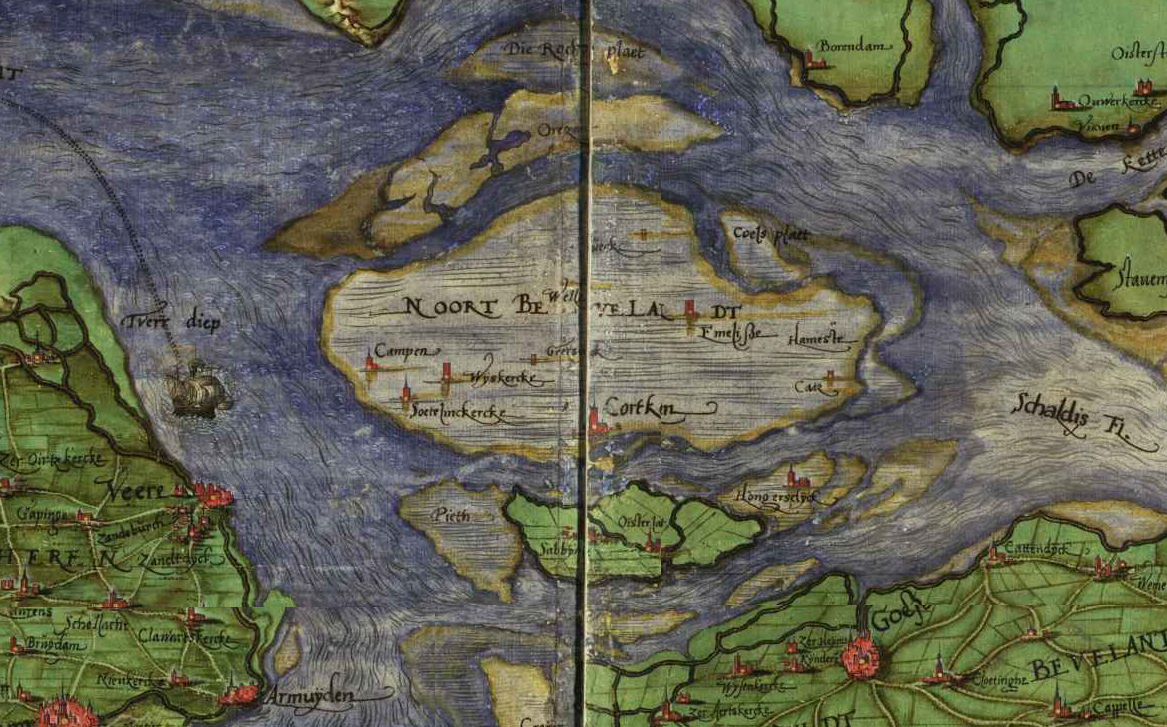
Kaart van Noord-Beveland uit 1573. Met de lichtblauwe kleur wordt aangegeven dat het eiland onder water staat.

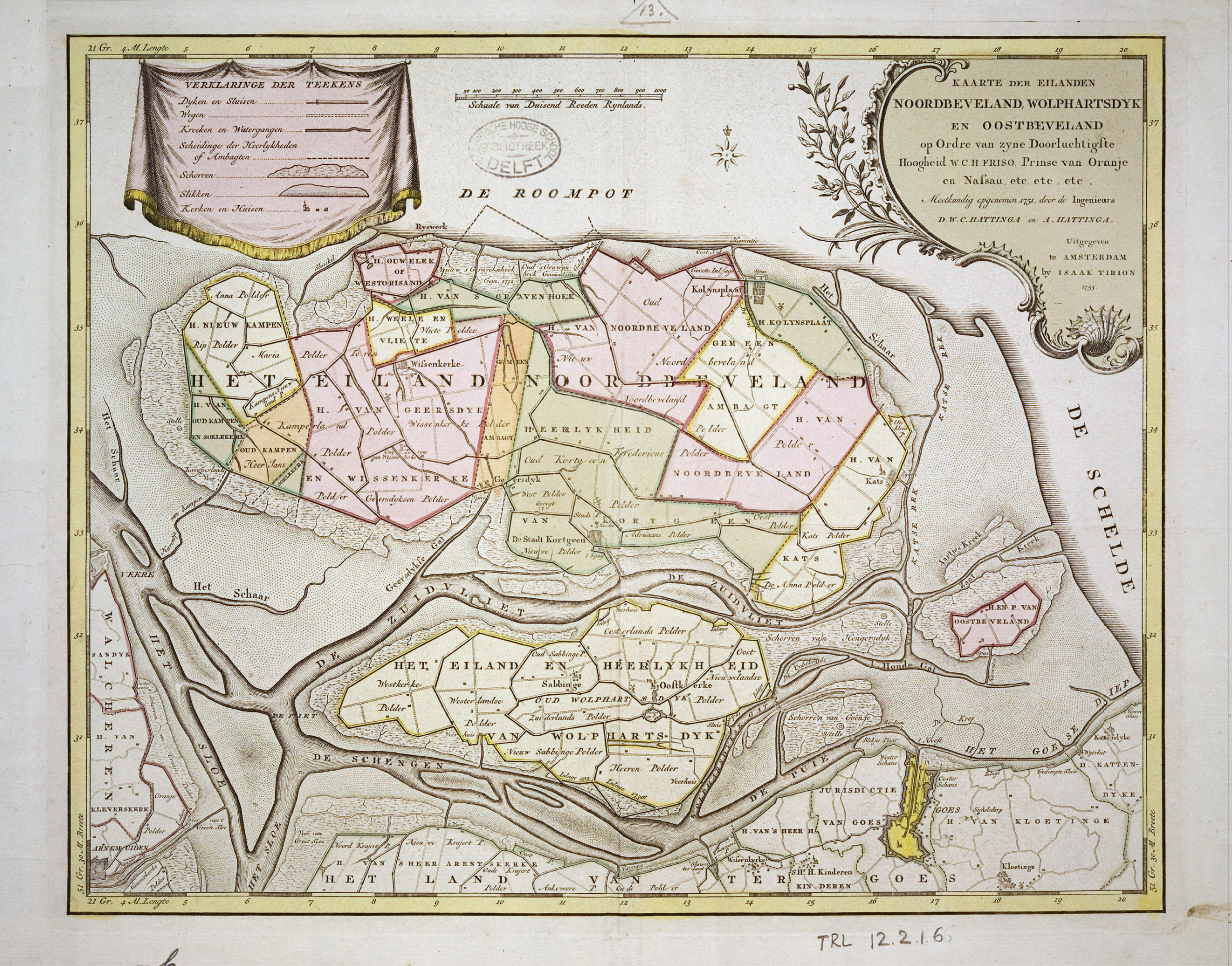
Noord-Beveland in 1753. Ook het Zuid-Bevelandse eiland Wolphaartsdijk is aangeven.

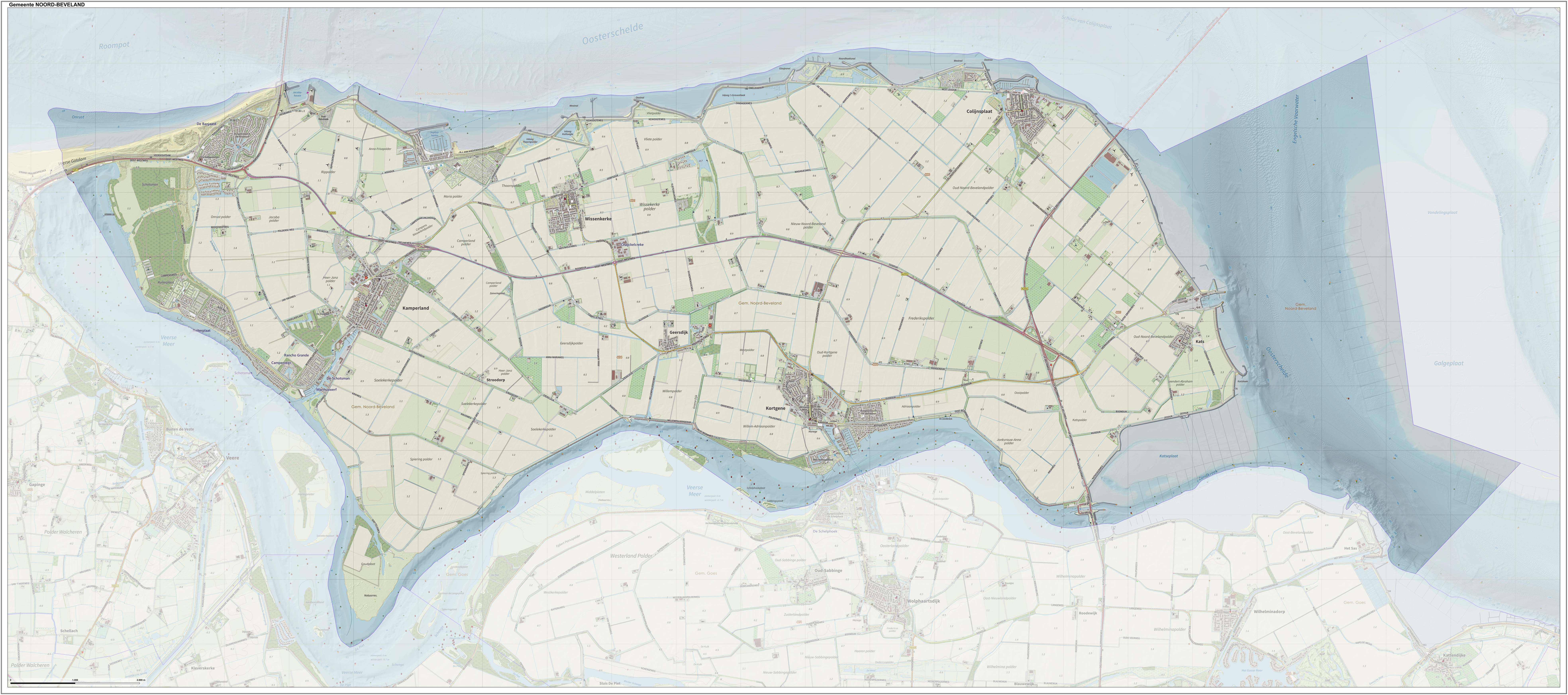
Topografische kaart van Noord-Beveland in 2020.

Hoe het eiland Noord-Beveland er voor het jaar 1530 heeft uitgezien, is moeilijk meer te achterhalen. Uit documenten uit 1468 en 1469 is aangegeven dat Noord-Beveland ooit onder één dijkage zou hebben gelegen. Later (waarschijnlijk rond 1300 - 1350) zou deze echter gesplitst zijn in drie wateringen of dijkgraafschappen: Ooster-, Middel- en Westerderdendeel. In deze zelfde late middeleeuwen zou er ook een periode geweest zijn waarin het eiland in twee regio's was opgedeeld: Beoosten en Bewesten Wijtvliet. Deze Wijtvliet was een kreek die het eiland ten westen van Kortgene in noord-zuidrichting doorsneed. Één ding is in ieder geval zeker; Noord-Beveland werd in deze periode constant door de zee bedreigt, men leefde als het ware van ramp tot ramp. Dit zou duren tot 5 november 1530, de Sint-Felixvloed zorgde er voor dat in drie dagen geheel Noord-Beveland onder water stond. Herstelwerkzaamheden mochten niet baten en in 1532 werd Noord-Beveland voorlopig opgegeven. Het eiland werd een schorrengebied. Enkel de kerktoren van de Nicolaaskerke van Kortgene bleef herinneren aan bewoonde tijden.
Pas aan het eind van de zestiende eeuw begon met weer pogingen te doen Noord-Beveland in te polderen. In 1598 werd de Oud-Noord-Bevelandpolder ingedijkt, dit zou de kern worden van het nieuwe Noord-Beveland. Niet veel later, in 1616 volgde de Nieuw-Noord-Bevelandpolder. Tegenover deze landaanwinning stond wel dat (langzaam maar in 1639 voorgoed) het eiland Orisant, net ten noorden van Noord-Beveland voorgoed in de golven verdween. Dit gaf weinig aanleiding voor nieuwe inpolderingen. Halverwege de zeventiende eeuw begon men weer met het indijken van nieuwe polders, in totaal zouden in de volgende twee eeuwen nog 30 polders van in totaal ruim 5500 ha worden ingepolderd. Sommige van deze polders zouden echter al weer binnen enkele decennia opgegeven moeten worden.
Vanaf de late negentiende eeuw komt de samenwerking tussen de afzonderlijke polders op gang. Zo ontstond in 1868 het uitwateringsschap Willempolder c.a.. In 1871 en 1879 zouden de uitwateringsschappen Stadspolder c.a. en Heer Jansz. c.a. volgen. Hoewel de afwatering in deze uitwateringsschappen centraal werd geregeld, bleven de afzonderlijke polders onafhankelijk. Pas in 1935 komt er echte polderconcentratie met de samenvoeging van de Oud-Noord-Bevelandpolder en de Nieuw-Noord-Bevelandpolder tot waterschap de Oud- en Nieuw-Noord Bevelandpolder.
De watersnood in de nacht van 31 januari op 1 februari 1953 zorgde er voor dat hervormingen in een stroomversnelling kwamen. Een kwart van Noord-Beveland (2200 ha) was onder water gekomen. Pas op 25 april viel de laatste ondergelopen polder, de Westpolder, droog. Op 19 februari 1953 ging al een brief van 25 polderbesturen op Noord-Beveland naar de Gedeputeerde Staten van Zeeland omtrent een snelle samenvoeging. Na enkele commissies en het ontwerpen en goedkeuren van een nieuw polderreglement, wordt geheel Noord-Beveland vanaf 1 januari 1959 één nieuw waterschap; het Waterschap Noord-Beveland.

## Polders en Waterschappen in Noord-Beveland voor 1959
Het waterschap was in 1959 ontstaan uit een groot aantal kleinere waterschappen, liggende op dat moment in totaal 27 polders. De meeste van deze polders waren te klein om zelf alles te regelen, daarom waren ze verschillende samenwerkingen met elkaar aangegaan. Zo hadden vele polders hun afwateringstaken overgedragen aan drie overkoepelende afwateringsschappen. De meeste polders hadden ook het beheer van zeedijken overgedragen aan enkele overkoepelende Zeewerende waterschappen. Toch bleven de polders tot 1959 zelfstandige bestuurseenheden. De Zeewerende waterschappen van Noord-Beveland werden zelfs pas in 1979 aan het waterschap Noord-Beveland toegevoegd.
De volgende polders en waterschappen zijn samengevoegd tot het Waterschap Noord-Beveland:
| Polders                    | Opp.                    | Bedijkt in: (Bestaan tot:)                                       | Overkoepelend Afwateringsschap | Overkoepelend Zeewerend waterschap                                                                                                   |
| -------------------------- | ----------------------- | ---------------------------------------------------------------- | ------------------------------ | --- |
| Adriaanpolder              | 58 ha                   | 1686                                                             | 1872 - 1959: Stadspolder c.a.  | 1871 - 1979: Waterkering Jonkvrouw Annapolder                                                                                        |
| Anna-Frisopolder           | 112 ha (1747: 129 ha)   | 1747                                                             | 1879 - 1959: Heer Jansz. c.a.  | 1878 - 1917: Waterkering van de calamiteuze Anna Frisopolder 1917 - 1979: Waterkering Onrustpolder, Jacobapolder en Anna-Frisopolder |
| Camperlandpolder           | 235 ha (1658: 217 ha)   | 1658                                                             | 1879 - 1959: Heer Jansz. c.a.  | |
| Frederikspolder            | 514 ha                  | 1641                                                             | 1872 - 1959: Stadspolder c.a.  | |
| Geersdijkpolder            | 97 ha (1668: 286 ha)    | 1668                                                             | 1870 - 1959: Willempolder c.a. | |
| Heer-Janszpolder           | 331 ha (1699: 316 ha)   | 1699                                                             | 1879 - 1959: Heer Jansz. c.a.  | |
| Jacobapolder               | 312 ha (1769: 296 ha)   | 1769                                                             | 1879 - 1959: Heer Jansz. c.a.  | 1878 - 1917: Waterkering van de calamiteuze Anna Frisopolder 1917 - 1979: Waterkering Onrustpolder, Jacobapolder en Anna-Frisopolder |
| Jonkvrouw Annapolder       | 217 ha (1727: 245 ha)   | 1727                                                             | 1872 - 1959: Stadspolder c.a.  | 1871 - 1979: Waterkering Jonkvrouw Annapolder                                                                                        |
| Kampensnieuwlandpolder     | 38 ha                   | 1669                                                             | 1870 - 1959: Willempolder c.a. | |
| Katspolder                 | 78 ha (1668: 70 ha)     | 1668                                                             |                                | 1871 - 1979: Waterkering Jonkvrouw Annapolder (deels) 1883 - 1979: Waterkering Leendert Abrahampolder (deels)                        |
| Leendert Abrahampolder     | 147 ha                  | 1853                                                             |                                | 1883 - 1979: Waterkering Leendert Abrahampolder                                                                                      |
| Mariapolder                | 155 ha (1719: 148 ha)   | 1719                                                             | 1870 - 1959: Willempolder c.a. | 1878 - 1917: Waterkering van de calamiteuze Anna Frisopolder 1917 - 1979: Waterkering Onrustpolder, Jacobapolder en Anna-Frisopolder |
| Nieuw-Noord-Bevelandpolder | 516 ha (1616: 502 ha)   | 1616 In 1935 gefuseerd tot de Oud- en Nieuw-Noord Bevelandpolder |                                | 1871 - 1979: Waterkering Vlietepolder                                                                                                |
| Onrustpolder               | 339 ha                  | 1846                                                             | 1879 - 1959: Heer Jansz. c.a.  | 1917 - 1979: Waterkering Onrustpolder, Jacobapolder en Anna-Frisopolder                                                              |
| Oostpolder                 | 51 ha                   | 1686                                                             | 1870 - 1959: Stadspolder c.a.  | |
| Oud-Kortgenepolder         | 277 ha                  | 1667                                                             | 1870 - 1959: Stadspolder c.a.  | |
| Oud-Noord-Bevelandpolder   | 1738 ha (1598: 1895 ha) | 1598 In 1935 gefuseerd tot de Oud- en Nieuw-Noord Bevelandpolder |                                | 1883 - 1979: Waterkering Leendert Abrahampolder                                                                                      |
| Rippolder                  | 161 ha (1713: 147 ha)   | 1713                                                             | 1879 - 1959: Heer Jansz. c.a.  | 1878 - 1917: Waterkering van de calamiteuze Anna Frisopolder 1917 - 1979: Waterkering Onrustpolder, Jacobapolder en Anna-Frisopolder |
| Soelekerkepolder           | 475 ha                  | 1818                                                             |                                | |
| Spieringpolder             | 176 ha (1856: 165 ha)   | 1856                                                             |                                | |
| Stadspolder                | 60 ha                   | 1684                                                             | 1872 - 1959: Stadspolder c.a.  | |
| Thoornpolder (Torenpolder) | 288 ha                  | 1697                                                             | 1870 - 1959: Willempolder c.a. | 1871 - 1979: Waterkering Vlietepolder                                                                                                |
| Vlietepolder               | 157 ha (1687: 182 ha)   | 1687                                                             | 1870 - 1959: Willempolder c.a. | 1871 - 1979: Waterkering Vlietepolder                                                                                                |
| Westpolder                 | 91 ha                   | 1686                                                             | 1872 - 1959: Stadspolder c.a.  | |
| Willem-Adriaanpolder       | 205 ha (1749: 160 ha)   | 1749                                                             | 1872 - 1959: Stadspolder c.a.  | |
| Willempolder               | 122 ha                  | 1771                                                             | 1870 - 1959: Willempolder c.a. | |
| Wissekerkepolder           | 687 ha (1652: 667 ha)   | 1652                                                             | 1870 - 1959: Willempolder c.a. | 1871 - 1979: Waterkering Vlietepolder                                                                                                |

De volgende polders en waterschappen hebben bestaan op of rondom het eiland Noord-Beveland, maar waren opgegeven voordat het Waterschap Noord-Beveland werd opgericht.:
| Polders                       | Opp.                      | Bedijkt in: (Bestaan tot:) | Overkoepelend Afwateringsschap | Overkoepelend Zeewerend waterschap                           |
| ----------------------------- | ------------------------- | -------------------------- | ------------------------------ | ------------------------------------------------------------ |
| Al te Kleinpolder             | 10 ha                     | 1670 (Verdronken in 1947)  |                                | 1883 - 1979: Waterkering Leendert Abrahampolder              |
| Nieuw -'s-gravenhoekpolder    | 134 ha                    | 1671 Verdronken in 1743    |                                |                                                              |
| Orizandpolder (Oost-Orisant)  | 309 ha                    | 1602 Verdronken in 1639    |                                |                                                              |
| Oud-’s-gravenhoekpolder       | 182 ha                    | 1656 Verdronken in 1732    |                                |                                                              |
| Ouweleckpolder (West-Orisant) | 184 ha                    | 1665 Verdronken in 1780    |                                |                                                              |
| Sophiapolder                  | 1894: 71 ha (1775: 95 ha) | 1775 Verdronken in 1894    | 1870 - 1894: Willempolder c.a. | 1878 - 1894: Waterkering van de calamiteuze Anna Frisopolder |

## Dijkgraven
In haar 21-jarig bestaan kende het Waterschap Noord-Beveland de volgende drie dijkgraven:
| Naam                                | Ambtsperiode                    | Bijzonderheden                                                                |
| ----------------------------------- | ------------------------------- | ----------------------------------------------------------------------------- |
| M.W. van Arenthals (1896/97 - 1987) | 1 januari 1959 - 1 januari 1967 | Was van 1942 t/m 1958 al dijkgraaf van de Oud- en Nieuw-Noord Bevelandpolder. |
| C.J. Schippers (1908/09 - 1973)     | 1 januari 1967 - 5 april 1973†  | Was van 1945 t/m 1958 al dijkgraaf van de Heer-Janszpolder                    |
| S.J. van Langeraad (1922 - 1994)    | 5 juni 1973 - 1 januari 1980    |                                                                               |